# Nova Basan, Bobrovîțea
Nova Basan (în ucraineană Нова Басань) este o comună în raionul Bobrovîțea, regiunea Cernihiv, Ucraina, formată numai din satul de reședință.

## Demografie
Componența lingvistică a comunei Nova Basan
     Ucraineană (98,53%)
     Rusă (1,31%)
     Alte limbi (0,12%)
Conform recensământului din 2001, majoritatea populației comunei Nova Basan era vorbitoare de ucraineană (98,53%), existând în minoritate și vorbitori de rusă (1,31%).